# Joseph Armando Espaillat
Joseph Armando Espaillat (Nova York, 27 de dezembro de 1976) é um clérigo americano e bispo auxiliar católico romano em Nova York.

## Biografia

### Vida pregressa
Joseph Espaillat nasceu em 27 de dezembro de 1976, na cidade de Nova York, filho de José e Mercedes Baez. Seus pais imigraram para Manhattan da República Dominicana; o secretariado afro-americano da USCCB o descreveu como sendo de ascendência africana parcial. Espaillat cursou o ensino médio na Cathedral Preparatory School em Manhattan. Mais tarde, ele ingressou na Universidade Fordham na cidade de Nova York, recebendo um bacharelado em filosofia em 1998. 

### Sacerdócio
Em 17 de maio de 2003, Espaillat foi ordenado sacerdote na Catedral de São Patrício, em Manhattan, pelo Cardeal Edward Michael Egan para a Arquidiocese de Nova York.
Após sua ordenação, a arquidiocese designou Espaillat como vigário paroquial na Paróquia Nossa Senhora dos Mártires em Washington Heights, em Manhattan. No mesmo ano, ele recebeu o título de Mestre em Divindade em teologia e o título de Mestre em Artes em teologia, com ênfase em história da igreja, do Seminário de São José em Yonkers, Nova York.
Em 2007, Espaillat foi transferido de Nossa Senhora para se tornar vigário paroquial, então administrador da Paróquia de São Pedro em Yonkers; ele foi nomeado pastor lá em 2009. Em 2012, o Cardeal Timothy Dolan nomeou Espaillat como diretor do ministério da juventude para a arquidiocese. Espaillat deixou St. Peter's em 2015, quando foi nomeado pastor da Paróquia Católica de Santo Antônio de Pádua no Bronx, Nova York.

### Bispo Auxiliar de Nova York
O Papa Francisco nomeou Espaillat como bispo auxiliar de Nova York em 25 de janeiro de 2022. Espaillat foi consagrado bispo na Catedral de São Patrício pelo Cardeal Timothy Michael Dolan em 1º de março de 2022, com os Bispos Auxiliares John O'Hara e Gerald Walsh atuando como co-consagradores. Aos 45 anos, Espaillat se tornou o mais jovem bispo católico dos Estados Unidos e um dos mais jovens do mundo.